# مسجد افغان (بندر لنگه)
 مسجد افغان  واقع در بخش مرکزی شهرستان بندر لنگه و از نقاط دیدنی استان هرمزگان در جنوب ایران است.
این مسجد تاریخی در محلهٔ افغان بندرلنگه واقع شده‌است. این بنا، از بناهای حاج عبدالله افغان، بازمانده افغانی‌های بستک در شهرستان بندر لنگه و از بناهای دوره افشاریه می‌باشد. این مسجد دارای یک شبستان تابستانی و یک شبستان زمستانی می‌باشد. ستون این مسجد با گچ بری‌های زیبا و برجسته تزئین شده‌است. تاریخ ساخت این بنا به سال ۱۲۷۰ هجری قمری بر می‌گردد.